# Louisa Florence Durrell
Louisa Florence Durrell, születési nevén Louisa Florence Dixie (Roorkee, 1886. január 16. – Bournemouth, 1964. január 24.) brit indiai születésű, ír származású brit asszony volt, akinek négy gyermeke közül hárman is íróként váltak ismertté. Legidősebb fia Lawrence Durrell regényíró, legkisebb fia Gerald Durrell író, természetbúvár, természetvédelmi aktivista és televíziós személyiség volt; rajtuk kívül egyetlen lánya, Margaret Durrell is megjelentetett egy önéletrajzi ihletésű könyvet. Alakját Gerald Durrell azon regényei és novellái tették közismertté, amelyeket a Durrell család öt éves korfui tartózkodásáról és ottani élményeiről írt; később pedig az e regények feldolgozásaira alapozva elkészített televíziós sorozatok.

## Élete
Louisa Florence Dixie 1886-ban született egy ír gyökerű, de protestáns családban, az indiai Roorkeeban, ahol a családtagjai abban az időben a Brit India gyarmati tisztviselői voltak. Indiában ismerkedett meg későbbi férjével, Lawrence Samuel Durrell brit mérnökkel, aki maga is indiai születésű volt, házasságot is ott kötöttek. Ezt követően rendszeresen együtt utazott férjével India-szerte, ahova éppen a mérnöki munkája szólította őt.
Házasságukból négy gyerek született, két fiú, majd egy lány, végül még egy fiú: Lawrence, Leslie, Margaret és Gerald. A gyerekek Indiában kezdték iskolai tanulmányaikat, de a két nagyobb fiút a család idővel Angliába küldte tanulmányaik folytatására. Férje 1928-ban, 42 évesen, agytumor következtében elhunyt, ezt követően az asszony úgy döntött, hogy családjával Angliába költözik. Erre végül 1932-ben került sor, amikor is Bournemouthban települtek le.
1935-ben újabb költözés következett a család életében, miután a legidősebb fiú, az akkor már első feleségével házas Lawrence unszolására ráálltak, hogy őket követve Korfura költözzenek. Ez a költözés elsősorban azért vált nagy jelentőségűvé a család tagjainak életében, mert az ekkor 10 éves Gerald a mediterrán faunában tobzódó korfui élővilággal való ismerkedése nyomán kötelezte el magát végérvényesen a természet kutatása és védelme iránt, íróvá is a görög szigeten töltött öt év élményei tették. A család korfui időszakáról három önálló regényt és még jó pár novellát írt, ezek mindegyikében felbukkan a "Mama" alakja is, akit a humorban bővelkedő, az iróniától és az öniróniától sem mentes írások jóindulatú, de kissé erélytelen és némileg excentrikus személyiségként mutatnak be. A három regény magyarul Családom és más állatfajták, Madarak, vadak, rokonok és Istenek kertje címmel jelent meg, de felbukkan Louisa alakja a Férjhez adjuk a mamát és A halak jelleme novelláskötetekben, illetve a Vadállatok bolondja regényben is.
A második világháború kitörésekor a család úgy döntött, hogy elhagyja a görög szigetet, ezért 1939 szeptemberében - Margaret nélkül, aki egy darabig még Korfun maradt - visszatértek Angliába. Louisa az élete hátralévő részében jobbára Bournemouthban élt - egyes időszakokban lánya házában, aki ott penziót működtetett -, de lakott egy időben Gerald fiánál is, miután ő megalapította saját állatkertjét Jersey szigetén. Bournemouthban halt meg, néhány nappal 78. születésnapja után, 1964-ben.

## Megszemélyesítői
Gerald Durrell korfui témájú írásait számos alkalommal feldolgozták filmekben és rádiójáték-sorozatokban. Ezek közül a BBC 1987-ben bemutatott, tízrészes tévésorozatában Louisa alakját Hannah Gordon játszotta, a 2005-ös, újabb feldolgozásban Imelda Staunton; a 2010-ben bemutatott kétrészes rádiójátékban Celia Imrie, a 2016-2019 közt, The Durrels címmel elkészült új sorozatban pedig Keeley Hawes alakította őt.

## Fordítás
- Ez a szócikk részben vagy egészben  a   Louisa Durrell című angol Wikipédia-szócikk fordításán alapul.  Az eredeti cikk szerkesztőit annak laptörténete sorolja fel. Ez a jelzés csupán a megfogalmazás eredetét és a szerzői jogokat jelzi, nem szolgál a cikkben szereplő információk forrásmegjelöléseként.